# Окронґле (Острудський повіт)
Окронґле (пол. Okrągłe, нім. Klein Lehwalde) — село в Польщі, у гміні Домбрувно Острудського повіту Вармінсько-Мазурського воєводства.
Населення — 90 осіб (2011).
У 1975-1998 роках село належало до Ольштинського воєводства.

## Демографія
Демографічна структура станом на 31 березня 2011 року:
|          | Загалом | Допрацездатний вік | Працездатний вік | Постпрацездатний вік |
| -------- | ------- | ------------------ | ---------------- | -------------------- |
| Чоловіки | 42      | 14                 | 26               | 2                    |
| Жінки    | 48      | 12                 | 31               | 5                    |
| Разом    | 90      | 26                 | 57               | 7                    |